# 카소라티-바이어슈트라스 정리
복소해석학에서 카소라티-바이어슈트라스 정리(-定理, 영어: Casorati-Weierstrass theorem)는 주어진 함수의 본질적 특이점 주위에서의 성질을 다루는 정리이다. 피카르의 대정리는 이 정리의 결론을 강화한다.

## 정의
연결 열린집합 {\displaystyle D\subseteq \mathbb {C} } 및 점 {\displaystyle z_{0}\in D}가 주어졌고, 정칙 함수 {\displaystyle f\colon D\setminus \{z_{0}\}\to \mathbb {C} }가 {\displaystyle z_{0}}을 본질적 특이점으로 갖는다고 하자. 그렇다면, 임의의 근방 {\displaystyle z_{0}\in U\subseteq D}에 대하여, {\displaystyle f(U\setminus \{z_{0}\})}는 {\displaystyle {\widehat {\mathbb {C} }}}의 조밀 집합이다.

## 증명
귀류법을 사용하여, {\displaystyle f(U\setminus \{z_{0}\})}가 {\displaystyle {\widehat {\mathbb {C} }}}의 조밀 집합이 아니라고 가정하자. 그렇다면, {\displaystyle w_{0}\in {\widehat {\mathbb {C} }}\setminus \operatorname {cl} f(U\setminus \{z_{0}\})}가 존재한다. 편의상 {\displaystyle w_{0}\neq {\widehat {\infty }}}라고 하자. 그렇다면,
{\displaystyle \operatorname {B} (w_{0},\epsilon )\subseteq \mathbb {C} \setminus f(U\setminus \{z_{0}\})}
인 {\displaystyle \epsilon >0}이 존재한다. 다음과 같은 함수 {\displaystyle g\colon U\setminus \{z_{0}\}\to \mathbb {C} }를 정의하자.
{\displaystyle g(z)={\frac {1}{f(z)-w_{0}}}\qquad \forall z\in U\setminus \{z_{0}\}}
그렇다면, 임의의 {\displaystyle z\in U\setminus \{z_{0}\}}에 대하여,
{\displaystyle |g(z)|\leq {\frac {1}{\epsilon }}}
이므로, {\displaystyle g}는 유계 함수이다. 또한, {\displaystyle g}는 정칙 함수이므로, {\displaystyle z_{0}}은 {\displaystyle g}의 제거 가능 특이점이다. 따라서, {\displaystyle z_{0}}은
{\displaystyle f=w_{0}+{\frac {1}{g}}}
의 제거 가능 특이점이거나, 극점이다. 이는 모순이다.